# Futbol'ny Klub BATĖ 2018
Questa voce raccoglie le informazioni riguardanti il BATĖ Borisov nelle competizioni ufficiali della stagione 2018.

## Maglie e sponsor
Per la stagione 2018, il fornitore tecnico è Adidas, mentre lo sponsor ufficiale è Belarus.
| 1ª divisa | 2ª divisa |

## Rosa
| N. |                        | Ruolo | Calciatore           |
| -- | ---------------------- | ----- | -------------------- |
| 4  | Serbia (bandiera)      | D     | Aleksandar Filipović |
| 5  | Bielorussia (bandiera) | C     | Jaŭhen Jablonski     |
| 6  | Serbia (bandiera)      | D     | Nikola Vasiljević    |
| 7  | Bielorussia (bandiera) | C     | Jaŭhen Bjarozkin     |
| 8  | Bielorussia (bandiera) | C     | Stanislaŭ Drahun     |
| 10 | Montenegro (bandiera)  | C     | Mirko Ivanić         |
| 11 | Bielorussia (bandiera) | C     | Aljaksandr Hleb      |
| 13 | Bielorussia (bandiera) | A     | Mikalaj Sihnevič     |
| 15 | Bielorussia (bandiera) | A     | Maksim Skavyš        |
| 17 | Bielorussia (bandiera) | C     | Aljaksej Ryas        |
| 18 | Uganda (bandiera)      | A     | Luwagga Kizito       |
| 19 | Serbia (bandiera)      | D     | Nemanja Milunović    |
| 21 | Bielorussia (bandiera) | D     | Jahor Filipenka      |
| 22 | Bielorussia (bandiera) | C     | Ihar Stasevič        |
| 23 | Bielorussia (bandiera) | C     | Zachar Volkaŭ        |

| N. |                        | Ruolo | Calciatore            |
| -- | ---------------------- | ----- | --------------------- |
| 24 | Finlandia (bandiera)   | A     | Jasse Tuominen        |
| 25 | Bielorussia (bandiera) | C     | Dzmitryj Baha         |
| 27 | Serbia (bandiera)      | D     | Slobodan Simović      |
| 28 | Bielorussia (bandiera) | P     | Aljaksandr Svirski    |
| 30 | Bielorussia (bandiera) | P     | Aljaksej Čarnych      |
| 33 | Bielorussia (bandiera) | D     | Dzjanis Paljakoŭ      |
| 34 | Bielorussia (bandiera) | D     | Artem Škudrjuk        |
| 35 | Bielorussia (bandiera) | P     | Anton Čyčkan          |
| 42 | Bielorussia (bandiera) | C     | Maksim Valadz'ko      |
| 44 | Bielorussia (bandiera) | C     | Uladzislaŭ Mal'kevič  |
| 45 | Bielorussia (bandiera) | A     | Uladzislaŭ Muchamedaŭ |
| 48 | Bielorussia (bandiera) | P     | Dzjanis Ščarbicki     |
| 62 | Bielorussia (bandiera) | C     | Michail Hardzjajčuk   |
| 94 | Francia (bandiera)     | A     | Hervaine Moukam       |

## Calciomercato

### Sessione invernale
| Acquisti | Acquisti             | Acquisti         | Acquisti      |
| R.       | Nome                 | da               | Modalità      |
| -------- | -------------------- | ---------------- | ------------- |
| P        | Arcëm Saroka         | Tarpeda-BelAZ    | fine prestito |
| D        | Aleksandar Filipović | Voždovac         | definitivo    |
| D        | Nikola Vasiljević    | Tokushima Vortis | svincolato    |
| D        | Zachar Volkaŭ        | Vicebsk          | definitivo    |
| C        | Aljaksandr Džyhera   | Dnjapro Mahilëŭ  | fine prestito |
| C        | Aljaksandr Hleb      |                  | svincolato    |
| C        | Juryj Kendyš         | Sheriff Tiraspol | fine prestito |
| C        | Slobodan Simović     | Aqtöbe           | svincolato    |
| C        | Maksim Skavyš        | Tarpeda-BelAZ    | svincolato    |
| C        | Uladzislaŭ Žuk       | Slavija-Mazyr    | fine prestito |
| A        | Uladzislaŭ Klimovič  | Nëman            | fine prestito |

| Cessioni | Cessioni             | Cessioni          | Cessioni               |
| R.       | Nome                 | a                 | Modalità               |
| -------- | -------------------- | ----------------- | ---------------------- |
| P        | Arcëm Saroka         | Sluck             | definitivo             |
| P        | Sjarhej Vjeramko     | Minsk             | svincolato             |
| D        | Jurica Buljat        | Lokomotiv Plovdiv | svincolato             |
| D        | Vital' Hajdučyk      | Sūduva            | svincolato             |
| D        | Dzjanis Paljakoŭ     | APOEL             | svincolato             |
| C        | Aljaksandr Džyhera   | Luč Minsk         | prestito               |
| C        | Valerian Gvilia      | Lucerna           | definitivo             |
| C        | Juryj Kendyš         | Sheriff Tiraspol  | definitivo (0,1 mln €) |
| C        | Vital' Radyënaŭ      |                   | fine carriera          |
| C        | Aljaksandr Valadz'ko | Shahter Qaraǵandy | svincolato             |
| C        | Uladzislaŭ Žuk       | Smaljavičy        | prestito               |
| A        | Uladzislaŭ Klimovič  | Tarpeda-BelAZ     | definitivo             |
| A        | Anes Rušević         | Napredak Kruševac | definitivo             |

### Sessione estiva
| Acquisti | Acquisti         | Acquisti         | Acquisti              |
| R.       | Nome             | da               | Modalità              |
| -------- | ---------------- | ---------------- | --------------------- |
| D        | Jahor Filipenka  | Maccabi Tel Aviv | definitivo            |
| D        | Dzjanis Paljakoŭ | APOEL            | definitivo            |
| C        | Uladzislaŭ Žuk   | Smaljavičy       | fine prestito         |
| A        | Luwagga Kizito   | Politehnica Iași | prestito (0,05 mln €) |
| A        | Hervaine Moukam  | Nëman            | definitivo            |

| Cessioni | Cessioni       | Cessioni | Cessioni |
| R.       | Nome           | a        | Modalità |
| -------- | -------------- | -------- | -------- |
| C        | Uladzislaŭ Žuk | Sluck    | prestito |

## Risultati

### Vyšėjšaja Liha

#### Girone d'andata
| Arbitro: | Koronec' (Žodzina) |

|          |           |  |
| Baha 19’ | Marcatori |  |

| Arbitro: | Cynkevič (Asipovičy) |

|  |           |                                   |
|  | Marcatori | 23’ (aut.) Vaitkūnas 24’ Stasevič |

| Arbitro: | Lobacevič (Vicebsk) |

|                            |           |  |
| Hardzjajčuk 48’ Ivanić 69’ | Marcatori |  |

| Arbitro: | Dolja (Hrodna) |

|  |           |                 |
|  | Marcatori | 29’ Hardzjajčuk |

| Arbitro: | Kruk (Maladzečna) |

|                               |           |             |
| Sihnevič 7’, 34’ Skavyš 90+2’ | Marcatori | 12’ Šykaŭka |

| Arbitro: | Stecurin (Brėst) |

|  |           |            |
|  | Marcatori | 40’ Drahun |

| Arbitro: | Sevastjanik (Hrodna) |

|                            |           |  |
| Sihnevič 85’ Jablonski 89’ | Marcatori |  |

| Arbitro: | Dolja (Hrodna) |

|  |           |            |
|  | Marcatori | 74’ Ivanić |

| Arbitro: | Dmitrjev (Fanipal') |

|              |           |            |
| Stasevič 22’ | Marcatori | 56’ Zjuleŭ |

| Arbitro: | Koronec' (Žodzina) |

|                          |           |              |
| Dubajić 54’ Usenja 90+4’ | Marcatori | 11’ Stasevič |

| Arbitro: | Lobacevič (Vicebsk) |

|                                       |           |  |
| Filipović 28’ Stasevič 39’ Ivanić 68’ | Marcatori |  |

| Arbitro: | Cynkevič (Asipovičy) |

|                        |           |                                    |
| Jakimaŭ 40’ Moukam 65’ | Marcatori | 20’ Sihnevič 29’ Ivanić 89’ Skavyš |

| Barysaŭ 24 giugno 2018, ore 18:45 UTC+3 13ª giornata | BATĖ Borisov      | 0 – 0 referto | Šachcër Salihorsk | Barysaŭ-Arėna (7 581 spett.)\| Arbitro: \| Kruk (Maladzečna) \| |
| Arbitro:                                             | Kruk (Maladzečna) |               |                   |                                                                 |

| Arbitro: | Sevastjanik (Hrodna) |

|             |           |                           |
| Vjal'ko 50’ | Marcatori | 12’ Sihnevič 24’ Stasevič |

| Arbitro: | Kul'bakoŭ (Homel') |

|                         |           |              |
| Skavyš 58’ Volkaŭ 90+3’ | Marcatori | 16’ Klimovič |

#### Girone di ritorno
| Arbitro: | Vasilevič (Mazyr) |

|                                    |           |                                  |
| Luchtanov 17’ Jablonski 41’ (aut.) | Marcatori | 11’ Drahun 18’ Ivanić 50’ Skavyš |

| Arbitro: | Lobacevič (Vicebsk) |

|                       |           |  |
| Skavyš 64’ Ivanić 80’ | Marcatori |  |

| Arbitro: | Dolja (Hrodna) |

|             |           |                                         |
| Savicki 14’ | Marcatori | 49’ Filipenka 87’ Skavyš 90+5’ Stasevič |

| Arbitro: | Kul'bakoŭ (Homel) |

|                     |           |            |
| Stasevič 90’ (rig.) | Marcatori | 55’ Furlan |

| Arbitro: | Scherbakov (Minsk) |

|  |           |            |
|  | Marcatori | 67’ Drahun |

| Arbitro: | Sevastjanik (Hrodna) |

|                          |           |             |
| Baha 18’, 44’ Skavyš 84’ | Marcatori | 86’ Šepelev |

| Arbitro: | Stecurin (Brėst) |

|  |           |                                     |
|  | Marcatori | 44’ Ryas 55’ Stasevič 81’ Bjarozkin |

| Arbitro: | Cynkevič (Asipovičy) |

|                         |           |           |
| Drahun 53’ Paljakoŭ 78’ | Marcatori | 20’ Fatai |

| Arbitro: | Kruk (Maladzečna) |

|                            |           |          |
| Kamaroŭski 10’ (rig.), 53’ | Marcatori | 58’ Ryas |

| Arbitro: | Dmitjev (Fanipal') |

|                                    |           |                         |
| Moukam 41’ Sihnevič 60’ Skavyš 86’ | Marcatori | 71’ Lebedeŭ 73’ Dubajić |

| Arbitro: | Naumov (Minsk) |

|  |           |            |
|  | Marcatori | 83’ Skavyš |

| Arbitro: | Cynkevič (Asipovičy) |

|               |           |  |
| Bjarozkin 88’ | Marcatori |  |

| Arbitro: | Koronec' (Žodzina) |

|                                 |           |  |
| Lapceŭ 6’, 81’ Bakaj 85’ (rig.) | Marcatori |  |

| Arbitro: | Lobacevič (Vicebsk) |

|                                                             |           |            |
| Hardzjajčuk 83’ (rig.) Drahun 90’ Ivanić 90+6’ Skavyš 90+8’ | Marcatori | 18’ Kazloŭ |

| Arbitro: | Sevastjanik (Hrodna) |

|                        |           |                            |
| Kancavy 11’ Ščėrba 38’ | Marcatori | 40’ Skavyš 43’ Hardzjajčuk |

### Coppa di Bielorussia 2017-2018
| Arbitro: | Dmitryev (Fanipal') |

|                  |           |                   |
| Chaladzinski 74’ | Marcatori | 32’, 39’ Sihnevič |

| Arbitro: | Kruk (Maladzečna) |

|                 |           |              |
| Ivanić 62’, 65’ | Marcatori | 28’ Asipenka |

| Arbitro: | Šimusik (Asipovičy) |

|                            |           |  |
| Ivanić 18’ Hardzjajčuk 30’ | Marcatori |  |

| Hrodna 2 maggio 2018, ore 19:45 UTC+3 Semifinale - Ritorno | Nëman             | 0 – 0 referto | BATĖ Borisov | Stadio Nëman (2 200 spett.)\| Arbitro: \| Vasilevič (Mazyr) \| |
| Arbitro:                                                   | Vasilevič (Mazyr) |               |              |                                                                |

| Arbitro: | Cynkevič (Asipovičy) |

|                 |           |                                         |
| Ivanić 13’, 49’ | Marcatori | 33’ Mileŭski 75’ Fameyeh 88’ Njachajčyk |

### Coppa di Bielorussia 2018-2019
| Arbitro: | Kurgchely (Homel') |

|            |           |                      |
| Judčyc 63’ | Marcatori | 2’ Tuominen 101’ Sen |

| Arbitro: | Šimusik (Asipovičy) |

|                                        |                      |                                   |
| Volkaŭ Hardzjajčuk Filipović Jablonski | Tiri di rigore 4 – 2 | Lebedzeŭ Usenja Bašilov Ihnacenka |

### Champions League

#### Secondo turno
| Barysaŭ 25 luglio 2018, ore 20:00 UTC+3 Andata | BATĖ Borisov | 0 – 0 referto | HJK | Barysaŭ-Arėna (11 567 spett.)\| Arbitro: \| Di Bello \| |
| Arbitro:                                       | Di Bello     |               |     |                                                         |

| Arbitro: | Lardot |

|              |           |                                 |
| Yaghoubi 28’ | Marcatori | 21’ (aut.) Rafinha 24’ Stasevič |

#### Terzo turno
| Arbitro: | Ekberg |

|  |           |            |
|  | Marcatori | 36’ Drahun |

| Arbitro: | Treimanis |

|            |           |            |
| Ivanić 20’ | Marcatori | 54’ Míchel |

#### Play-off
| Arbitro: | Zwayer |

|                      |           |                                         |
| Tuominen 9’ Hleb 88’ | Marcatori | 35’ (rig.) Pereiro 61’ Lozano 89’ Malen |

| Arbitro: | Taylor |

|                                     |           |  |
| Bergwijn 14’ de Jong 36’ Lozano 62’ | Marcatori |  |

### Europa League

#### Fase a gironi
| Squadra      | Pt | G | V | N | P | GF | GS | DG |
| ------------ | -- | - | - | - | - | -- | -- | -- |
| Chelsea      | 16 | 6 | 5 | 1 | 0 | 12 | 3  | +9 |
| BATĖ Borisov | 9  | 6 | 3 | 0 | 3 | 9  | 9  | 0  |
| Fehérvár     | 7  | 6 | 2 | 1 | 3 | 5  | 7  | -2 |
| PAOK         | 3  | 6 | 1 | 0 | 5 | 5  | 12 | -7 |

| Arbitro: | Kristoffersen |

|  |           |                            |
|  | Marcatori | 27’ Tuominen 85’ Filipenka |

| Arbitro: | Schörgenhofer |

|                   |           |                                          |
| Crespo 61’ (aut.) | Marcatori | 6’ Prijović 11’, 17’ Léo Jabá 73’ Pelkas |

| Arbitro: | Mazzoleni |

|                          |           |          |
| Loftus-Cheek 2’, 8’, 53’ | Marcatori | 79’ Ryas |

| Arbitro: | Dabanović |

|  |           |            |
|  | Marcatori | 52’ Giroud |

| Arbitro: | del Cerro Grande |

|                         |           |  |
| Sihnevič 22’ Ivanić 85’ | Marcatori |  |

| Arbitro: | Welz |

|              |           |                                       |
| Prijović 59’ | Marcatori | 18’ Skavyš 42’ (rig.), 45+1’ Sihnevič |

### Supercoppa
| Arbitro: | Kul'bakoŭ (Homel') |

|            |           |                            |
| Drahun 90’ | Marcatori | 14’ (rig.) Gotal 30’ Vitus |

## Statistiche

### Statistiche di squadra
| Competizione         | Punti | In casa | In casa | In casa | In casa | In casa | In casa | In trasferta | In trasferta | In trasferta | In trasferta | In trasferta | In trasferta | Totale | Totale | Totale | Totale | Totale | Totale | DR  |
| Competizione         | Punti | G       | V       | N       | P       | Gf      | Gs      | G            | V            | N            | P            | Gf           | Gs           | G      | V      | N      | P      | Gf     | Gs     | DR  |
| -------------------- | ----- | ------- | ------- | ------- | ------- | ------- | ------- | ------------ | ------------ | ------------ | ------------ | ------------ | ------------ | ------ | ------ | ------ | ------ | ------ | ------ | --- |
| Vyšėjšaja Liha       | 73    | 15      | 12      | 3       | 0       | 30      | 9       | 15           | 11           | 1            | 3            | 25           | 15           | 30     | 23     | 4      | 3      | 55     | 24     | +31 |
| Coppa di Bielorussia | -     | 3       | 2       | 1       | 0       | 4       | 1       | 3            | 1            | 2            | 0            | 4            | 2            | 7      | 4      | 2      | 1      | 10     | 6      | +4  |
| Champions League     | -     | 3       | 0       | 2       | 1       | 3       | 4       | 3            | 2            | 0            | 1            | 3            | 4            | 6      | 2      | 2      | 2      | 6      | 8      | -2  |
| Europa League        | 9     | 3       | 1       | 0       | 2       | 3       | 5       | 3            | 2            | 0            | 1            | 6            | 4            | 6      | 3      | 0      | 3      | 9      | 9      | 0   |
| Superkubak Belarusi  | -     | 0       | 0       | 0       | 0       | 0       | 0       | 0            | 0            | 0            | 0            | 0            | 0            | 1      | 0      | 0      | 1      | 1      | 2      | -1  |
| Totale               | 82    | 24      | 15      | 6       | 3       | 40      | 19      | 24           | 16           | 3            | 5            | 38           | 25           | 50     | 32     | 8      | 10     | 81     | 49     | +32 |

### Andamento in campionato
| Giornata  | 1 | 2 | 3 | 4 | 5 | 6 | 7 | 8 | 9 | 10 | 11 | 12 | 13 | 14 | 15 | 16 | 17 | 18 | 19 | 20 | 21 | 22 | 23 | 24 | 25 | 26 | 27 | 28 | 29 | 30 |
| --------- | - | - | - | - | - | - | - | - | - | -- | -- | -- | -- | -- | -- | -- | -- | -- | -- | -- | -- | -- | -- | -- | -- | -- | -- | -- | -- | -- |
| Luogo     | C | T | C | T | C | T | C | T | C | T  | C  | T  | C  | T  | C  | T  | C  | T  | C  | T  | C  | T  | C  | T  | C  | T  | C  | T  | C  | T  |
| Risultato | V | V | V | V | V | V | V | V | N | P  | V  | V  | N  | V  | V  | V  | V  | V  | N  | V  | V  | V  | V  | P  | V  | V  | V  | P  | V  | N  |
| Posizione | 3 | 1 | 1 | 1 | 1 | 1 | 1 | 1 | 1 | 1  | 1  | 1  | 1  | 1  | 1  | 1  | 1  | 1  | 1  | 1  | 1  | 1  | 1  | 1  | 1  | 1  | 1  | 1  | 1  | 1  |

Legenda:

Luogo: C = Casa; T = Trasferta. Risultato: V = Vittoria; N = Pareggio; P = Sconfitta.